# Bambini dagli occhi neri

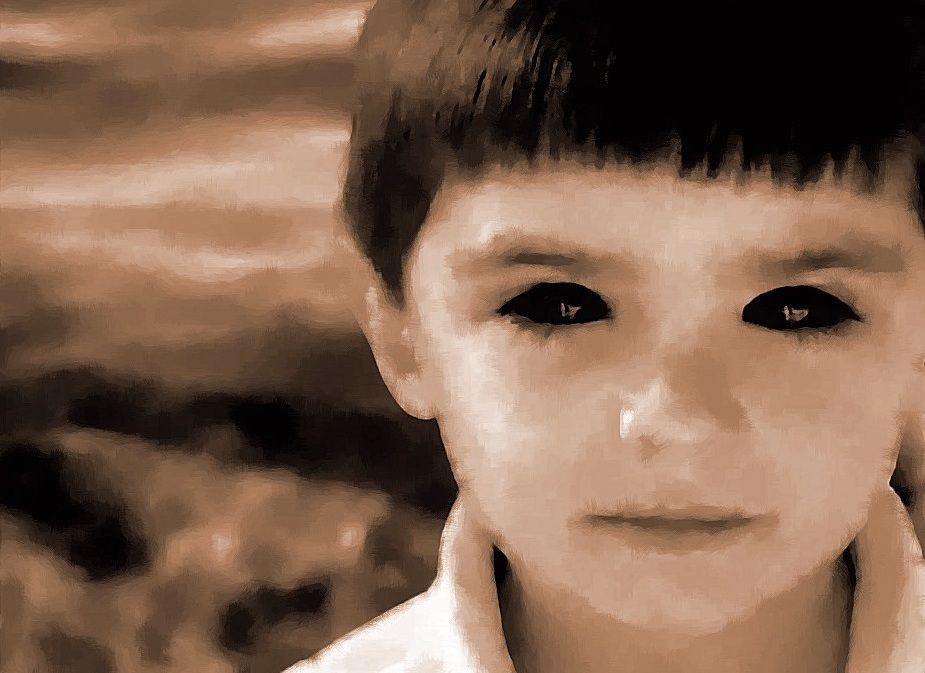
Bambino dagli occhi neri

I bambini dagli occhi neri sono una leggenda metropolitana riguardo a creature che avrebbero l'aspetto di bambini o adolescenti tra i 6 e 16 anni, con carnagione chiara e occhi neri, che farebbero l'autostop, chiederebbero l'elemosina o si presenterebbero alla porta delle case.

## Storia
Anche se alcuni tabloid affermano che le notizie in merito a queste presunte creature risalirebbero agli anni '80, la maggior parte delle fonti indica che la leggenda ha avuto origine dagli articoli del 1996 scritti dal reporter texano Brian Bethel nei quali riferiva due presunti incontri con "bambini dagli occhi neri". Bethel descrisse l'incontro con due di questi bambini ad Abilene in Texas, nel 1996, e affermò che una seconda persona ebbe un incontro simile e non correlato a Portland in Oregon. Diventati un classico esempio di creepypasta, le storie di Bethel guadagnarono così tanta popolarità che decise di pubblicare una pagina di FAQ "solo per tenere dietro a tutte le richieste di informazioni su questa leggenda urbana." Nel 2012, Brian Bethel raccontò la sua storia nella serie televisiva reality Monsters and Mysteries in America. Scrisse anche un articolo per l'Abilene Reporter News, descrivendo la sua esperienza e mantenendo la sua convinzione che fosse legittima.
Nel 2012, il film horror Black Eyed Kids fu prodotto con i fondi di un Kickstarter, il suo regista ha affermato che i bambini dagli occhi neri sono "una leggenda urbana che gira su Internet da molti anni, l'ho sempre trovata affascinante."
Nel settembre 2014, il giornale inglese Daily Star ha pubblicato tre articoli sensazionalistici riguardanti presunti avvistamenti di bambini dagli occhi neri, in qualche modo connessi alla vendita di un pub infestato nello Staffordshire. L'articolo ha affermato uno "scioccante aumento degli avvistamenti in tutto il mondo". I presunti avvistamenti sono presi molto seriamente dai cacciatori di fantasmi, alcuni dei quali credono che i bambini dagli occhi neri siano extraterrestri, vampiri o fantasmi.
La scrittrice scientifica Sharon A. Hill non è stata in grado di trovare alcuna documentazione sugli incontri con i bambini dagli occhi neri, concludendo che la storia si basa sulla diffusione "di bocca in bocca" tipica di questo tipo di leggenda metropolitana. La Hill considera la leggenda simile alle "tipiche storie folcloristiche spettrali" come il cane nero fantasma, nelle quali il soggetto non è soprannaturale e potrebbe non esserci mai stato un vero incontro originale. Snopes, il sito web specializzato nella verifica dei fatti, classifica questo fenomeno come leggenda priva di fondamento.